# ビッグシティ・ヴィークル
- ディズニーパーク > 東京ディズニーリゾート > 東京ディズニーシー
  - アメリカンウォーターフロント > ビッグシティ・ヴィークル
  - 東京ディズニーシーのアトラクションの一覧 > ビッグシティ・ヴィークル

ビッグシティ・ヴィークル（Big City Vehicles）は、東京ディズニーシーにあるアトラクションの一つ。

## 概要
| ビッグシティ・ヴィークル Big City Vehicles | ビッグシティ・ヴィークル Big City Vehicles | ビッグシティ・ヴィークル Big City Vehicles        | ビッグシティ・ヴィークル Big City Vehicles        |
| ------------------------------------------ | ------------------------------------------ | ------------------------------------------------- | ------------------------------------------------- |
| オープン日                                 | オープン日                                 | 2001年9月4日 (東京ディズニーシーと同時にオープン) | 2001年9月4日 (東京ディズニーシーと同時にオープン) |
| スポンサー                                 | スポンサー                                 | なし                                              | なし                                              |
| 所要時間                                   | 所要時間                                   | 約6分〜約12分(走行ルート、混雑具合により異なる)   | 約6分〜約12分(走行ルート、混雑具合により異なる)   |
| 定員                                       | 定員                                       | 8名〜9名(車の種類により異なる)                    | 8名〜9名(車の種類により異なる)                    |
| 利用制限                                   |                                            | なし                                              | なし                                              |
| ファストパス                               | ファストパス                               |                                                   | 対象外                                            |
| シングルライダー                           | シングルライダー                           |                                                   | 対象外                                            |

このアトラクションは、アメリカンウォーターフロントの各所にある停留所を結ぶアトラクションである。ライドは20世紀初頭当時の自動車の形をしたものが多く、様々な形の自動車が存在する。以前は2点を結ぶルートが存在し移動手段として利用することもできた。
乗り場は4ヶ所（「ニューヨーク・デリ」前、「マクダックス・デパートメントストア」前、ホレイショースクエアのスクリュー前、「アーント・ペグズ・ヴィレッジストア」前）あったが、2021年5月現在、乗り場はホレイショースクエアのスクリュー前のみである。
2006年9月3日をもって、2001年の東京ディズニーシーオープン以来このアトラクションのスポンサーになっていた日産自動車が「スポンサー代に見合う成果が出ない」を理由にスプラッシュ・マウンテン（東京ディズニーランド）とともにスポンサーを撤退した。

## コース
乗り場は、時期や時間帯によって変更されることもある。

### 現在運行しているコース

#### ニューヨーク周遊
ニューヨーク周遊コース。ケープコッドエリアまでは行かず、ニューヨークエリアのみを周遊する。一周してまた戻ってくる路線なので移動手段としては利用できない。

### 過去に運行していたコース

#### ニューヨーク⇔ケープコッド
ニューヨークエリアとケープコッドエリアを結ぶ片道運行のコース。「ニューヨーク・デリ」前から出発し、「アーント・ペグズ・ヴィレッジストア」前の停留所へ向かう。その逆のコースもある。片道運行なので乗車したまま往復はできないため、出発した場所へ戻る際は一度降りてから再度停留所から乗車する。
ドックサイドステージ前で途中下車する試験運行を行っていた時期もあるが、現在は途中下車はできなくなっている。
ポンテ・ヴェッキオを経由するコースで運行していることもある。
2012年頃よりケープコッドへのルートは事実上運休していたが、2014年9月よりパークで配布するガイドマップからケープコッドの停留所がなくなり、事実上の廃止となっている。なお、停留所そのものは2016年2月現在も残っている。

#### アメリカンウォーターフロント周遊コース
アメリカンウォーターフロント周遊コース。ニューヨークエリアから出発し、ケープコッドエリアへ行き、ポートディスカバリーの一部を経由し、ポンテ・ヴェッキオを渡って、またニューヨークエリアへ戻ってくるコース。3コース中一番乗車時間が長い。このコースもニューヨーク周遊コースと同じく一周する路線のため、移動手段としては利用できない。
現在は運行されていない。

## 使用される車体

### タウンカー
タウンカーは、ダークグリーン色をしたハートレイ・ウルフ社製のオープンカー、ゴールド色をしたランブルスコ社製のオープンカーの2種類がある。

#### ハートレイ・ウルフ
全体がダークグリーンのシックな車。20世紀初頭に登場したアメリカ風のゴージャスなツーリングカーがモデル。車体には「NEW CENTURY AUTOMOBILE EXCURSIONS（新世紀自動車遊覧旅行）」と書かれたステッカーが貼られている。テールランプには上に小さな突起があるが、これはまだ、ライトが電気ではなく蝋燭やガスを使用していた際に、蝋燭などから出る煙を逃がすチムニートップ（煙突笠）があったが、その名残だと思われる。ナンバープレートには『-22611』と書かれている。

#### ランブルスコ
ハートレイ・ウルフのものと比べ、車体が流線を描いている。また、クラクションの音が微妙に異なる。ナンバープレートには『R5182』と書かれている。

### ポリスワゴン
容疑者の逮捕や囚人の護送用として使われた警察車輛をイメージした作り。警察の車らしく座席のまわりには鉄格子がはめられている。全体は青色となっており、側面には「POLICE DEPARTMENT」と書かれているほか、車内には「BAIL BONDS」と書かれた保釈金保証会社のポスターが貼られている。また、「ポリスワゴン」という名前は通称で、正式には「マーティー・ブルドッグ」という（フロント部分に書かれている）。他の車と同じようにクラクションはあるが、通常はハンドルの隣にあるサイレンを鳴らすバーでサイレンを鳴らす。ナンバープレートには『NY 7123』と書かれている。

### ツアーバス
モチーフになったのは20世紀当時アメリカで走っていた「ジットニーヴィークル」という区間バス。車体は緑色で、屋根は黒色。フロントのグリルには「HUMBERT（ハンバート）」および「GOTHAM TOURS（ゴッサム・ツアー）」と書かれているが、これはこのバスを保有している（架空の）ツアー会社であるハンバートツアー社が企画するゴッサム・ツアーという設定である。また、このバスはニューヨークツアーの観光用バスのため、車体にはニューヨークの観光名所が描かれている（特に車体の後ろに集中しており、自由の女神やブロンクスなどの名所が描かれている）。ナンバープレートには『353-485』と書かれている。

### デリバリートラック
この車はステークベッドトラックという、積み荷を木で安定させる構造になっているトラックがモチーフになっている。そのため、座席は、積み荷を乗せるための大きな荷台をイメージして作られている。このトラックを所有しているのはコモドール・アイス・カンパニー社という架空の製氷会社。氷を運ぶのがメインだったようで、車体には「100% PURE HARLEM RIVER WATER」（100%純粋なハーレムリバー（実在）の水）と書かれたステッカーも貼られている。また、運転席の上には「ICE」と書かれた板もつけられている。トラックの正式な名前は「クラカウアー」。フロント部分に名前が書かれている。ナンバープレートには『K 49914』と書かれている。

### クルートランスポート
その名の通り、従業員を輸送するための車がモチーフになっている。アメリカで最初に造られた車がモデル。車体は紅色でタイヤと屋根は緑色になっている。車体の側面には「CREW TRANSPORT」とかかれており、その横には小さな箱が設置されている。この箱は、当時の車はまだ故障が多く、ほとんどの故障は自分で直さなければならないため、その修理道具を入れておいた箱である。また、フロント部分にはエンジン始動ハンドルがつけられている。昔の車はこのハンドルを回転させてエンジンを始動させていた。
稼働した当初は、車体にポートディスカバリーのマークが描かれていた。

### ファイアーエンジン
当時の消防車を再現した車。そのため、消防車らしく全体が真っ赤に塗られている。また、後部にベルがあったり、側面に緊急時のオノがあったりと、数々の消化道具が装備されている。そのほかに、他の車に無い点として、運転席前にサーチライトがある。もともとこの車は東京ディズニーランドで「ファイアーエンジン」として運行されてきたが、その後このアトラクションに移動。
2008年4月に廃車となっている。

### ライトニングボルト
2006年6月に導入された新型車両。テスラ社製。テスラ社は架空のメーカーであるが、ニコラ・テスラの名前から採られたものと思われる。
車体の横の四箇所にコイルを模した飾り付けがされているが、電動自動車というわけではない。ただし設定上は屋根の避雷針から雷の電気を集めて走る電気自動車となっている。ナンバープレートには『HJK-705』と書かれている。

### バイオツアラー
2008年4月より、ファイアーエンジンに代わって導入された。
白と赤の車体。車体前方の両脇についている木のチップのようなものが入っている容器が特徴。
この木のチップからエタノールを精製し、それを燃料に走っている(という設定。実際にエタノールエンジンというわけではない）。
- 出典：ディズニーファン2008年夏の増刊号